# Кататумбо
Катату́мбо (исп. Río Catatumbo) — река на севере Южной Америки. Берёт исток на северо-востоке Колумбии в районе департамента Норте-де-Сантандер), впадает в озеро Маракайбо в Венесуэле.
Площадь бассейна реки составляет 22 317 км², большая часть находится на территории Колумбии. Крупнейший приток — река Сулия. В бассейне реки — добыча и переработка нефти (нефтегазоносный бассейн Маракайбо). Вдоль реки живут коренные общины бари. Река известна атмосферными явлениями, происходящими над её устьем.